# Javanese Prince
Die Javanese Prince und ihre vier Schwesterschiffe bildeten eine Serie von Stückgutschiffen für den weltweiten Liniendienst der Reederei Furness, Withy & Co. Gebaut wurde die Serie 1925/1926 auf der Deutschen Werft in Hamburg.
Als erstes Schiff der Serie ging die Asiatic Prince schon 1928 verloren, als sie spurlos im Pazifik verschwand. Drei weitere Schiffe gingen während des Zweiten Weltkriegs verloren. Die überlebende Malayan Prince wurde ab Juli 1950 in Inverkeithing verschrottet.
Zwei 1929 gelieferte britische Nachbauten wurden durch deutsche U-Boote im Krieg versenkt.

## Geschichte

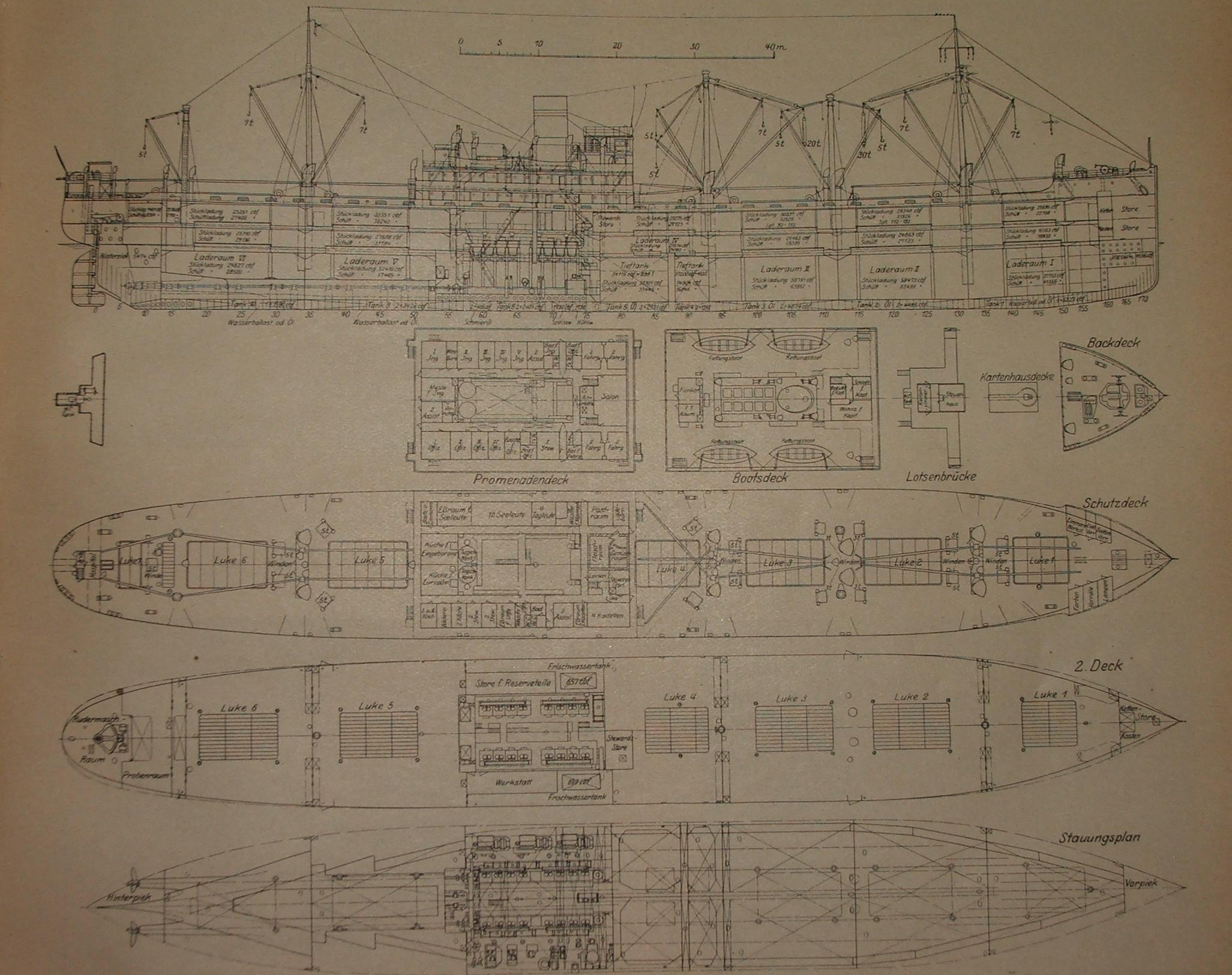
Deckpläne der Javanese Prince

Geordert wurden die fünf Schiffe Anfang 1925 ursprünglich von der Prince Line, einem Tochterunternehmen der britischen Reederei Furness, Withy. Trotz der Umstellung der Ablieferung an die Rio Cape Line, einem weiteren Tochterunternehmen von Furness, Withy, behielt man die ursprünglich gewählten Prince-Schiffsnamen bei. Die Deutsche Werft in Hamburg-Finkenwärder erhielt den Bauauftrag für die Serie unter anderem deshalb, weil sie als einzige eine Lieferung des ersten Schiffes nach zehn Baumonaten zusagen konnte. Die Werft hatte sich auf den Bau von Motorschiffen spezialisiert, lieferte allerdings die Prince-Schiffe mit dänischen Burmeister & Wain-Dieselmotoren statt der meist verbauten AEG-Motoren aus.
Die Serie bestand aus den folgenden Schiffen:

### Javanese Prince
Die Javanese Prince, das Typschiff der Serie wurde am 10. November 1925 von der Deutschen Werft mit der Baunummer 82 vom Stapel gelassen und im Januar 1926 von der Rio Cape Line in Dienst gestellt. Auf der Reise von Cardiff nach New York wurde sie im Konvoi OB-332 fahrend, am 20. Mai 1941 vom deutschen U-Boot U 138 auf der Position 59° 46′ N, 10° 45′ W durch einen Torpedo versenkt. Ein Seemann starb, 58 Leute überlebten die Versenkung.

### Malayan Prince
Der Stapellauf der Malayan Prince mit der Baunummer 83 fand am 12. Dezember 1925 statt. Sie wurde im März 1926 in Dienst gestellt und war das einzige Schiff der Serie, das nach dem Ende des Zweiten Weltkriegs noch existierte. Am 21. Juli 1950 traf die Malayan Prince zum Abbruch in Inverkeithing ein.

### Asiatic Prince
Die Asiatic Prince wurde am 27. Januar 1926 zu Wasser gelassen und im April 1926 mit der Baunummer 93 in Dienst gestellt. Die Asiatic Prince verließ Los Angeles am 16. März 1928 auf der Ausreise nach Yokohama. Nach einem letzten unklaren Funkkontakt am 24. März 1928 ist sie mit 48 Mann verschollen. Sie war das erste Schiff der Serie, das auf See verloren ging. Da sie eine Ladung Goldbarren im Wert von 260000 ₤ an Bord hatte, wurde früh spekuliert, sie könnte von Piraten gekapert worden sein.

### Japanese Prince, zuletztIndian Prince
Die Japanese Prince wurde am 5. März 1926 mit der Baunummer 94 vom Stapel gelassen und im Mai 1926 in Dienst gestellt. Sie wurde 1937 an Butler Wang’s Rederi A/S verkauft und in Wang umbenannt. Da der Verkauf nicht ordnungsgemäß abgewickelt werden konnte, übernahm die Prince Line 1938 das Schiff wieder und setzte es unter dem Namen Indian Prince ein. Am 11. November 1943 wurde die Indian Prince nordöstlich Oran im Konvoi KMS 31 auf der Position 36° 13′ N, 0° 5′ W von einem deutschen Flugzeug durch einen Torpedo versenkt. Der Konvoi verlor vier Schiffe beim Angriff der I/KG 100 (Do 217), I/KG 26 (He 111) und III/KG 26 (Ju 88).

### Chinese Prince
Die Chinese Prince, das letzte Schiff der Serie wurde am 31. März 1926 mit der Baunummer 95 vom Stapel gelassen und im Juni 1926 in Dienst gestellt. Auf der Reise von Port Said über Kapstadt nach Liverpool wurde sie als Alleinfahrer am 12. Juni 1941 vom deutschen U-Boot U 552 unter dem Kommando von Erich Topp auf der Position 56° 12′ N, 14° 18′ W durch einen Torpedo versenkt. 45 Seeleute starben, 19 überlebten die Versenkung.

### Britische Nachbauten
1929 lieferte die Blythswood Shipbuilding Co. in Glasgow zwei Nachbauten unter den Baunummern 23 und 24 als Cingalese Prince und Siamese Prince. Die mit Motoren der Firma Richardson, Westgarth & Co in Hartlepool ausgerüsteten Schiffe waren mit 14 kn geringfügig langsamer als die in Deutschland gebauten Schiffe.
 Am 17. Februar 1941 ging die Siamese Prince westlich der Färöer verloren, als sie von U 69 torpediert wurde. Von ihrer 57-köpfigen Besatzung konnte niemand gerettet werden.
 Die Cingalese Prince hatte schon im April 1941 während des Griechenland-Feldzuges einen schweren Bombenschaden vor Piräus erlitten. Am 20. September 1941 wurde sie südwestlich von Freetown von U 111 torpediert und versenkt. 57 Mann starben auf ihr, 20 Mann konnten gerettet werden.